# OSA Sampson
OSA Sampson — плавучий кран, установленный на однокорпусное судно. Грузоподъёмность на основном крюке составляет 1600 тонн, на вспомогательном — 100 тонн. Построено в 1 квартале 2010 года. Эксплуатируется компанией Cvi Global Lux Oil & Gas Luxembourg и является одним из самых мощных плавучих кранов в мире.

## Описание
Первый кран типа «MTC 78000» был установлен на судне OSA Goliath в июле 2009 года. В августе следующего года на заводе в Ростоке, кран установили на второе судно — OSA Sampson.

## Характеристики судна
| IMO-номер:    | 9429455   |
| MMSI-номер:   | н-д       |
| Позывной:     | HP6245    |
| Флаг:         | Панама    |
| Ширина        | 32 м      |
| Длина         | 180 м     |
| Водоизмещение | >35 600 т |

## Применение
Подобные краны применяются в строительстве морских сооружений: нефтяных платформ или морских ветровых генераторов.